# Férfi 10 km-es nyílt vízi úszás a 2020. évi nyári olimpiai játékokon
A 2020. évi nyári olimpiai játékokon az úszás férfi 10 km-es nyílt vízi versenyszámát augusztus 5-én rendezték meg az Odaiba Marine Parkban. A versenyt az 1500 méteres gyorsúszás bronzérmese, a német Florian Wellbrock nyerte meg. Az ezüstérmes Rasovszky Kristóf lett.

## A verseny
A verseny helyi idő szerint 6:30-kor rajtolt a hőség miatti korai időpontban, de így is a megszokottnál melegebb vízben. A táv során hét 1,4 km-es kört kellett teljesíteni. Wellbrock a rajt után már elszakadt a mezőny többi tagjától, mögötte az élbolyban Marc-Antoine Olivier, Rasovszky Kristóf és Gregorio Paltrinieri úszott. Féltávnál megközelítették az élen állót, de a táv második felén Wellbrock erősebb tempóban úszott, a francia versenyző pedig leszakadt a dobogós helyezésektől. Wellbrock 25,3 másodperces előnnyel nyert, ami a legnagyobb különbség volt az esemény történetében az olimpián.

## Végeredmény
| Helyezés | Név                  | Nemzet                                 | E             | I             | Mj |
| -------- | -------------------- | -------------------------------------- | ------------- | ------------- | -- |
| Arany    | Florian Wellbrock    | Németország                            | 1:48:33,7     |               |    |
| Ezüst    | Rasovszky Kristóf    | Magyarország                           | 1:48:59,0     | +25,3         |    |
| Bronz    | Gregorio Paltrinieri | Olaszország                            | 1:49:01,1     | +27,4         |    |
| 4.       | Matan Roditi         | Izrael                                 | 1:49:24,9     | +51,2         |    |
| 5.       | Álkisz Kinigákisz    | Görögország                            | 1:49:29,2     | +55,5         |    |
| 6.       | Marc-Antoine Olivier | Franciaország                          | 1:50:23,0     | +1:49,3       |    |
| 7.       | Ferry Weertman       | Hollandia                              | 1:51:30,8     | +2:57,1       |    |
| 8.       | Michael McGlynn      | Dél-afrikai Köztársaság                | 1:51:32,7     | +2:59,0       |    |
| 9.       | Hau-Li Fan           | Kanada                                 | 1:51:37,0     | +3:03,3       |    |
| 10.      | Jordan Wilimovsky    | Egyesült Államok                       | 1:51:40,2     | +3:06,5       |    |
| 11.      | Rob Muffels          | Németország                            | 1:53:03,3     | +4:29,6       |    |
| 12.      | Kai Edwards          | Ausztrália                             | 1:53:04,0     | +4:30,3       |    |
| 13.      | Minamide Taisin      | Japán                                  | 1:53:07,5     | +4:33,8       |    |
| 14.      | Mario Sanzullo       | Olaszország                            | 1:53:08,6     | +4:34,9       |    |
| 15.      | David Farinango      | Ecuador                                | 1:53:09,8     | +4:36,1       |    |
| 16.      | Phillip Seidler      | Namíbia                                | 1:53:14,1     | +4:40,4       |    |
| 17.      | Daniel Delgadillo    | Mexikó                                 | 1:53:14,4     | +4:40,7       |    |
| 18.      | Alberto Martínez     | Spanyolország                          | 1:53:16,4     | +4:42,7       |    |
| 19.      | Kirill Abroszimov    | Az Orosz Olimpiai Bizottság versenyzői | 1:54:29,3     | +5:55,6       |    |
| 20.      | Uszáma el-Mellúli    | Tunézia                                | 1:56:33,3     | +7:59,6       |    |
| 21.      | Vitaliy Khudyakov    | Kazahsztán                             | 1:57:53,7     | +9:20,0       |    |
| 22.      | William Yan Thorley  | Hongkong                               | 1:58:33,4     | +9:59,7       |    |
| 23.      | Tiago Campos         | Portugália                             | 1:59:42,0     | +11:08,3      |    |
| 24.      | Matěj Kozubek        | Csehország                             | 2:01:52,1     | +13:18,4      |    |
| 25.      | Hector Pardoe        | Nagy-Britannia                         | Nem ért célba | Nem ért célba |    |
| 25.      | David Aubry          | Franciaország                          | Nem ért célba | Nem ért célba |    |